# Asker
Asker este o comună din provincia Akershus, Norvegia.

## Personalități născute aici
- Einar Gerhardsen (1897 - 1987), om politic.